# بيير لاكروا (رائد أعمال)
بيير لاكروا (بالفرنسية: Pierre Lacroix)‏ هو رائد أعمال فرنسي، ولد في 23 يناير 1935 في Houeillès ‏ في فرنسا، وتوفي في 28 مارس 2019.

## وصلات خارجية
- بيير لاكروا عل موقع إسبنسكروم (الإنجليزية)